# Élections législatives de 1816 dans l'Aisne
Les élections législatives françaises de 1816 se déroulent le 4 octobre 1816. Dans l'Aisne, quatre députés sont à élire dans le cadre d'un scrutin plurinominal majoritaire.

## Mode de scrutin
En vertu de l'ordonnance du 13 juillet 1815, les députés sont élus au suffrage censitaire indirect. En premier lieu, les collèges d'arrondissement, composés de l'ensemble des électeurs, désignent les candidats potentiels. En second lieu, le collège départemental, composé des électeurs les plus riches, élit les députés, en veillant à choisir au moins la moitié des députés parmi les candidats retenus au scrutin du premier degré.
L'ordonnance du 13 juillet 1815 abaisse les limites d'âge prévues par les articles 38 et 41 de la Charte. Sont ainsi électeurs tous les citoyens d'au moins 21 ans et payant 300 francs d'impôts directs. Sont éligibles tous les citoyens âgés d'au moins 25 ans et payant au moins 1 000 francs d'impôts directs.

## Élus
| Député sortant                    |  | Parti            | Député élu ou réélu               |                | Parti            |
| --------------------------------- |  | ---------------- | --------------------------------- | -------------- | ---------------- |
| Alexis Dubois de Courval          |  | Constitutionnels | Alexis Dubois de Courval          |                | Constitutionnels |
| Antoine Paporet                   |  | Constitutionnels | Antoine Paporet                   |                | Constitutionnels |
| Martin Gaudin                     |  | Constitutionnels | Martin Gaudin                     |                | Constitutionnels |
| Joseph Genech de Sainte-Aldegonde |  | Ultra-royalistes | Joseph Genech de Sainte-Aldegonde |                | Ultra-royalistes |
| Pierre Pérignon                   |  | Constitutionnels | Siège supprimé                    | Siège supprimé | Siège supprimé   |
| Pierre Lévesque de Pouilly        |  | Constitutionnels | Siège supprimé                    | Siège supprimé | Siège supprimé   |

## Résultats

### Résultats globaux
|                | Constitutionnels | 137            | 78,56 | 3      |  |  |
|                |                  |                |       |        |  |  |
|                | Ultra-royalistes | 38             | 21,44 | 1      |  |  |
|                |                  |                |       |        |  |  |
| Exprimés       | Exprimés         | Exprimés       | 175   | 93,58  |  |  |
| Blancs et nuls | Blancs et nuls   | Blancs et nuls | 12    | 6,42   |  |  |
| Total          | Total            | Total          | 187   | 63,82  |  |  |
| Abstention     | Abstention       | Abstention     | 106   | 36,18  |  |  |
| Inscrits       | Inscrits         | Inscrits       | 293   | 100,00 |  |  |

### Collèges d'arrondissement

#### Arrondissement de Château-Thierry
|                  | Martin Gaudin*                 | Constitutionnels |
|                  | Pierre Pérignon*               | Constitutionnels |
|                  | Mathieu Dumas                  | Constitutionnels |
|                  | Pierre Alexandre Joseph Allent | Constitutionnels |
| * député sortant |                                |                  |

#### Arrondissement de Laon
|                  | M. Viéville                        | Constitutionnels |
|                  | Antoine Paporet*                   | Constitutionnels |
|                  | Joseph Genech de Sainte-Aldegonde* | Ultra-royalistes |
|                  | Louis Desjardins                   | Constitutionnels |
| * député sortant |                                    |                  |

#### Arrondissement de Saint-Quentin
|                  | Martin Gaudin*                     | Constitutionnels |
|                  | Joseph Genech de Sainte-Aldegonde* | Ultra-royalistes |
|                  | Alexis Dubois de Courval*          | Constitutionnels |
|                  | Charles Henri Le Carlier d'Ardon   | Constitutionnels |
| * député sortant |                                    |                  |

#### Arrondissement de Soissons
|                  | Pierre Lévesque de Pouilly*               | Constitutionnels |
|                  | Jacques Marquet de Montbreton de Norvins* | Bonapartiste     |
|                  | Martin Gaudin*                            | Constitutionnels |
| * député sortant |                                           |                  |

#### Arrondissement de Vervins
|                  | Martin Gaudin* | Constitutionnels |
| * député sortant |                |                  |

### Collège départemental
- Députés sortants : 
  - Alexis Dubois de Courval (Constitutionnels)
  - Joseph Genech de Sainte-Aldegonde (Ultra-royalistes)
  - Antoine Paporet (Constitutionnels)
  - Martin Gaudin (Constitutionnels)
  - Pierre Pérignon (Constitutionnels)
  - Pierre Lévesque de Pouilly (Constitutionnels).

- Députés élus : 
  - Alexis Dubois de Courval (Constitutionnels)
  - Joseph Genech de Sainte-Aldegonde (Ultra-royalistes)
  - Antoine Paporet (Constitutionnels)
  - Martin Gaudin (Constitutionnels).

|                  | Antoine Paporet*                   | Constitutionnels | 132 | 75,43  | 1 |  |  |
|                  | Martin Gaudin*                     | Constitutionnels | 119 | 68,00  | 1 |  |  |
|                  | Alexis Dubois de Courval*          | Constitutionnels | 108 | 61,71  | 1 |  |  |
|                  | Joseph Genech de Sainte-Aldegonde* | Ultra-royalistes | 98  | 56,00  | 1 |  |  |
|                  |                                    |                  |     |        |   |  |  |
|                  |                                    |                  |     |        |   |  |  |
| Exprimés         | Exprimés                           | Exprimés         | 175 | 93,58  |   |  |  |
| Blancs et nuls   | Blancs et nuls                     | Blancs et nuls   | 12  | 6,42   |   |  |  |
| Total            | Total                              | Total            | 187 | 63,82  |   |  |  |
| Abstention       | Abstention                         | Abstention       | 106 | 36,18  |   |  |  |
| Inscrits         | Inscrits                           | Inscrits         | 293 | 100,00 |   |  |  |
| * député sortant |                                    |                  |     |        |   |  |  |

## Rappel des résultats départementaux des élections législatives d'août 1815

### Élus en août 1815
| Collège               | Élu   | Élu              | Élu                               | Élu                  | Battu            | Battu            | Battu            | Battu                |
| Collège               | Parti | Parti            | Nom                               | % suffrages exprimés | Parti            | Parti            | Nom              | % suffrages exprimés |
| Collège               | Parti | Parti            | Nom                               | Tour unique          | Parti            | Parti            | Nom              | Tour unique          |
| --------------------- | ----- | ---------------- | --------------------------------- | -------------------- | ---------------- | ---------------- | ---------------- | -------------------- |
| Collège départemental |       | Constitutionnels | Alexis Dubois de Courval          | 67,91 %              | Pas d'adversaire | Pas d'adversaire | Pas d'adversaire | Pas d'adversaire     |
| Collège départemental |       | Ultra-royalistes | Joseph Genech de Sainte-Aldegonde | 59,70 %              | Pas d'adversaire | Pas d'adversaire | Pas d'adversaire | Pas d'adversaire     |
| Collège départemental |       | Ultra-royalistes | Antoine Paporet                   | 56,72 %              | Pas d'adversaire | Pas d'adversaire | Pas d'adversaire | Pas d'adversaire     |
| Collège départemental |       | Constitutionnels | Pierre Lévesque de Pouilly        | 56,72 %              | Pas d'adversaire | Pas d'adversaire | Pas d'adversaire | Pas d'adversaire     |
| Collège départemental |       | Constitutionnels | Pierre Pérignon                   | 52,99 %              | Pas d'adversaire | Pas d'adversaire | Pas d'adversaire | Pas d'adversaire     |
| Collège départemental |       | Bonapartistes    | Martin Gaudin                     | 50,75 %              | Pas d'adversaire | Pas d'adversaire | Pas d'adversaire | Pas d'adversaire     |